# René Marcq
Pour les articles homonymes, voir Marcq.
René Marcq, né le 16 juin 1882 à Carnières et mort le 7 décembre 1947 à Bruxelles, est un juriste, avocat, professeur à l'Université libre de Bruxelles et bâtonnier à la Cour de cassation belge.
Il est également l'un des représentants de l'École de Bruxelles.

## Biographie
Fils d’un médecin de campagne, René Marcq naît le 16 juin 1882 à Carnières, dans la province du Hainaut. Le 17 mars 1908, il se marie avec Marie Marguerite Dubois. Parmi les témoins de l’époux se trouve Eugène Hanssens, son professeur, patron et ami intime. Le 6 octobre 1909 naît sa fille, Andrée Marcq, et le 21 octobre 1913, son fils, Georges Marcq. 
Il fait de brillantes études à l’école primaire de Carnières, aux athénées de Thuin, puis de Charleroi. En juillet 1903, il obtient à l’Université libre de Bruxelles un diplôme de docteur en droit . Parallèlement, il y poursuit des études d’économie politique et obtient, en juillet de l’année suivante, le diplôme de licencié en sciences économiques . Sorti de l’université, il complète sa formation en suivant des cours à l’Université de Berlin, puis à l’École de droit de Paris. 

### Carrière professionnelle
Le 1er octobre 1904, il rejoint le cabinet d'avocats de Maître Eugène Hanssens l’un des avocats les plus réputés près la Cour de cassation. 
En 1907, il publie ses Notes sur les principes généraux de la législation coloniale française .Celles-ci, faisant partie d’un travail collectif de droit comparé, étaient destinées à préparer l’élaboration de la Charte coloniale belge du 18 octobre 1908. La même année, il publie une étude de droit comparé sur La personnification des associations en Allemagne.
En 1918, il devient membre permanent du Conseil de législation et, un an plus tard, de la Commission d’enquête sur la violation du droit des gens, ainsi que Conseil juridique permanent des affaires étrangères. 
Après le retrait d'Eugène Hanssens du cabinet d'avocats, il devient avocat près la Cour de cassation le 21 décembre 1922. En 1936, il fut élevé par ses pairs au bâtonnat et demeura à la tête du barreau de cassation pendant les années judiciaires 1936-1937 et 1937-1938. 
De ses années à la Cour de cassation, seules quelques plaidoiries demeurent pour la postérité. La plus importante est sans conteste celle qu’il fit, et gagna, devant la Cour permanente de justice internationale de La Haye en 1937, dans le cadre du procès Des prises d’eau de la Meuse. Ce procès était important pour l'économie de la Belgique. Il est alors fait citoyen d’honneur de la ville d’Anvers
Le 6 décembre 1937, l’Académie royale de Belgique l’appelle dans sa Classe des Lettres et des Sciences Morales et Politiques. Il y collabora, avec Henri Rolin et Louis Wodon, à un rapport sur le statut juridique de cette société.  
La même année, il accepte de présider les travaux du Centre d’études pour la réforme de l’État, qui, de 1937 à 1940, publie sous sa direction et grâce aux collaborations qu’il parvint à s’assurer, non moins de quatre volumes d’études, d’observations et de projets, dont la plupart aboutissent.
En 1945, il fonde l’Association des Anciens Étudiants de la Faculté de droit, de l’Université libre de Bruxelles (A.D.Br.), qu’il préside jusqu’à son décès, où il est remplacé par Léon Cornil. 
En 1945 encore, le gouvernement devait lui confier la présidence de la Commission pour la réforme de l’enseignement. Hélas, le temps que celle-ci se mette en place, sa santé s’était déjà fortement dégradée et ne lui permet pas d’accomplir cette ultime mission.  
Sa dernière contribution notable fut d’accepter, en 1946, la direction de la Commission d’information instituée par le roi Léopold III, pour faire rapport sur les faits où il a été mêlé.

### Carrière académique
En 1911, il présenta sa thèse de doctorat à la faculté de droit de l’Université libre de Bruxelles. La responsabilité de la puissance publique ne lui valut pas seulement les lauriers universitaires, elle eut également un retentissement du meilleur aloi, tant et si bien que l’ULB lui confia aussitôt la chaire d’Institutions civiles comparées, à l’École des Sciences Politiques et Sociales.

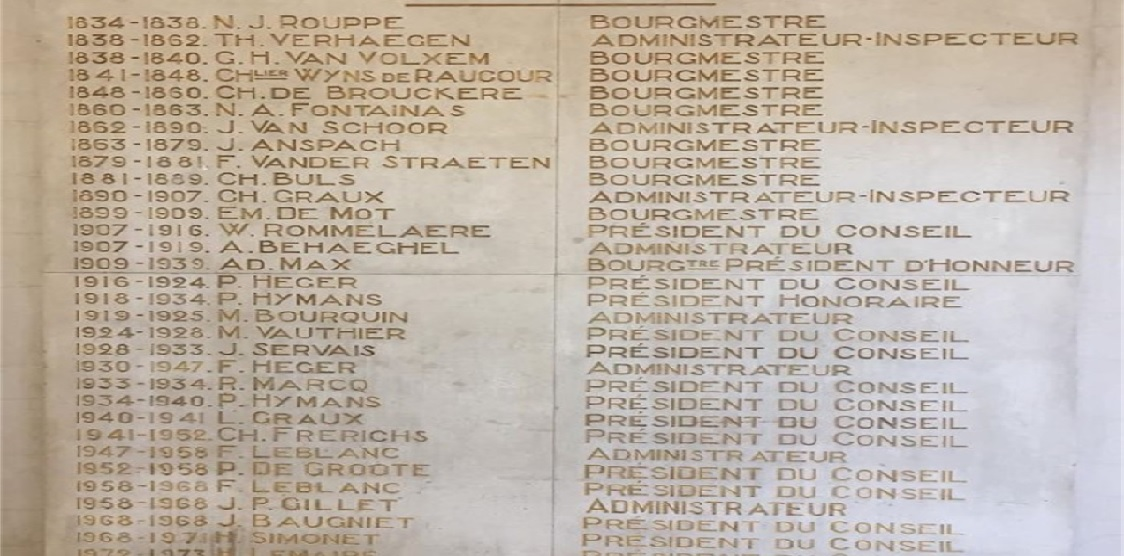
Tableau des présidents de l'ULB

Lorsqu’en 1918, l’université reprit ses activités, il fut chargé (le 23 novembre) de l’enseignement des successions, des donations et des testaments.
Le 9 février suivant, il fut promu professeur ordinaire.
Le 12 octobre 1929, il fut associé à l’administration de son Alma mater par son entrée au Conseil d’administration , en tant que membre permanent. 
Cinq mois plus tard, il en devint vice-président et le 8 juillet 1933, président, après le départ du Procureur Général Jean Servais.
Cependant, les tâches que cette fonction incombe s’ajoutant à toutes celles requérant déjà son attention, René Marcq se rendit compte de la limite de ses forces et décida d’abandonner la présidence au bout d’un an. Elle sera confiée à Paul Hymans. 
Néanmoins, désigné président honoraire du Conseil d’administration le 20 juillet 1934, il continua à assister jusqu’à son décès aux réunions du bureau.
Ce fut d'ailleurs à ce titre qu’il rédigea la résolution du 24 novembre 1941, par laquelle, face aux pressions allemandes croissantes, la décision de suspendre les cours fut actée .  
En 1945, il fonda l’Association des Anciens Étudiants de la Faculté de droit, de l’Université libre de Bruxelles (A.D.Br.), qu’il présida jusqu’à son décès, où il fut remplacé par Léon Cornil. En 1946, il fonda et présida le Centre d’étude de la Faculté de droit, auquel on a depuis donné son nom.

### Les deux Guerres mondiales
La Première Guerre mondiale interrompit ses travaux. Il servait dans la garde civique et lorsque celle-ci fut licenciée, il rejoignit, en France , le professeur Émile Waxweiler et l’aida dans l’élaboration de La Belgique neutre et loyale. 
« Rentré à Bruxelles, il prit place dans le groupe qui, autour de son patron Eugène Hanssens et du Conseiller Eudoxe, entretenait la flamme du patriotisme et préparait le droit de la Belgique libérée »
Septembre 1940, la rentrée académique se profile. L'occupant soumet la réouverture de l’Université à la condition que le Recteur et l’administrateur soient « assistés » de commissaires allemands. Préférant lutter de l’intérieur contre l’envahisseur plutôt que de lui donner l’occasion d’instituer son propre enseignement dans la capitale, la décision est prise d’accepter et de rouvrir l’université. Néanmoins, les pressions finirent par devenir trop fortes et préférant ne pas accueillir de traitres en son sein (un an plus tard en effet, l’occupant prétendit introduire certains de ses propres professeurs dans le corps enseignant), la lourde décision de fermer l’université fut prise. Cette décision fut officiellement actée, le 24 novembre 1941, par une résolution dont la rédaction revint, en tant que président honoraire, à René Marcq.
Aussi, lorsque les Allemands prirent des sanctions contre le Conseil, Marcq était en vedette et fut avec sept autres membres, emprisonné à la forteresse de Huy, du début de décembre 1941 à la fin de février 1942.
Mais l'inimitié des allemands à son égard n’était pas le seul fruit de son rôle actif dans la fermeture de l’ULB, ils tenaient, en effet, aussi son cabinet pour un haut lieu de la résistance. Ils ne s’y trompaient d’ailleurs pas ; là était dictée à des industriels, à de hauts fonctionnaires, à des dirigeants de divers organismes, la conduite à tenir.
Aussi, fût-il une seconde fois incarcéré (comme otage cette fois) au mois de décembre de la même année.
Très affecté par la nouvelle de la mort de son fils au camp de concentration d’Elrich-Dora, il meurt de chagrin le 7 décembre 1947.

## Hommages et distinctions honorifiques

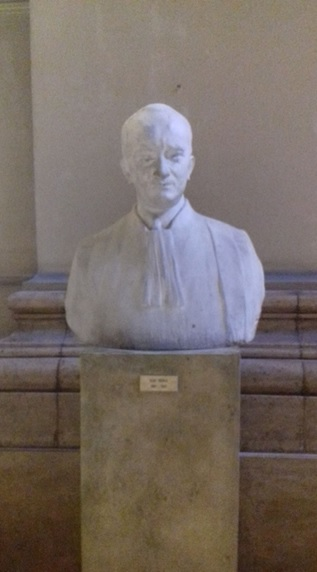
Buste de René Marcq réalisé par Alfred Courtens et ornant la salle des audiences ordinaires du Palais de justice de Bruxelles

L'Université  a nommé l’auditoire dans lequel il enseignait de son nom et le Centre d’étude qu’il avait créé. 
Un médaillon d’Alfred Courtens, réalisé à son effigie, orne les couloirs de ce qui fut autrefois la Faculté de droit.
Ses amis et admirateurs ont constitué un Fonds René Marcq, destiné à aider les jeunes juristes connaissant des difficultés financières
À la suite de sa victoire dans le procès Des prises d’eau de la Meuse, la ville d’Anvers organisa, le 5 octobre 1937, une réception lors de laquelle il fut sacré citoyen d’honneur.
À l’automne 1945, « Les amis du Hainaut » lui décernèrent un de leurs prix quinquennaux. Sa commune natale, Carnières, en profita alors pour lui rendre hommage en donnant son nom à la rue dans laquelle il est né.
La Cour de cassation rendît, le 16 décembre 1947, un émouvant hommage à la mémoire de Me René Marcq .
La 27 juin 1958, fut inauguré à la Cour de cassation, un buste à son effigie, sculpté par Alfred Courtens. Témoignage de la figure qu’il fut, l’inauguration eut lieu en présence d’un représentant du roi et de la famille royale.
Il a reçu les distinctions suivantes :
- Grand officier de l'ordre de Léopold : en 1946, décerné par le régent Charles de Belgique[30].
- Grand officier de l'ordre de la Couronne.